# Macrotomoderus niger
Macrotomoderus niger es una especie de coleóptero de la familia Anthicidae.

## Distribución geográfica
Habita en Borneo.